# Reprezentacja Białorusi w piłce nożnej mężczyzn
Reprezentacja Białorusi w piłce nożnej mężczyzn (biał. Мужчынская зборная Беларусі па футболе, ros. Мужская сборная Беларуси по футболу) – narodowy zespół piłkarzy nożnych Białorusi. Za jej funkcjonowanie odpowiedzialna jest Białoruska Federacja Piłki Nożnej. Swój pierwszy oficjalny mecz rozegrała w 1992 roku. Od 1996 roku bezskutecznie próbuje wygrać eliminacje do mistrzostw świata lub Europy.

## Historia

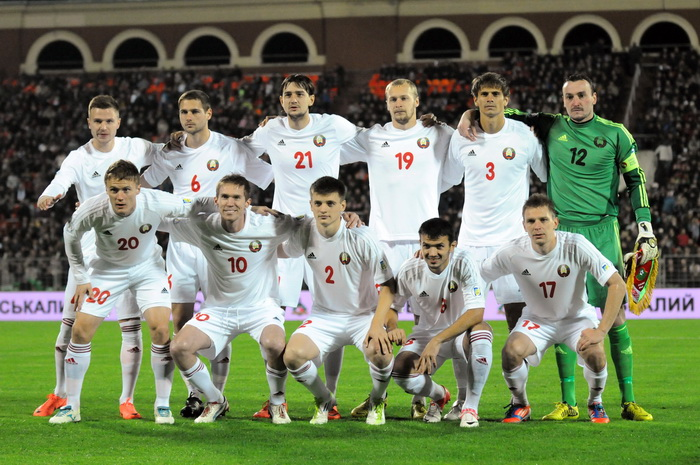
Reprezentacja Białorusi przed meczem kwalifikacji Mundialu 2014 z Hiszpanią (2012)

Przed rozpadem Związku Radzieckiego Białorusini grali w reprezentacji ZSRR. Najbardziej znanym białoruskim piłkarzem był wówczas Siergiej Alejnikow, wicemistrz Europy z 1988 roku, zawodnik Dynama Mińsk i Juventusu.
Mimo iż drużyna nie odnosi większych sukcesów na arenie międzynarodowej, to w jej szeregach dostrzec można kilku interesujących zawodników. Alaksandr Hleb po dobrych występach w Bundeslidze od połowy 2005 roku grał w Arsenalu, a obecnie przeniósł się do Barcelony; a były już reprezentant Walancin Bialkiewicz przez wiele sezonów pozostawał filarem Dynama Kijów.
10 grudnia 2005 roku z prowadzenia reprezentacji zrezygnował pracujący od dwóch lat Rosjanin Anatolij Bajdaczny. Na nowego trenera kadry w lutym 2006 roku został wybrany były opiekun białoruskiej drużyny młodzieżowej Juryj Puntus. Po półtora roku pracy, w czerwcu 2007 roku, złożył dymisję. Była ona konsekwencją dwu porażek drużyny narodowej z Bułgarią w eliminacjach do Euro 2008.
Następcą Puntusa został Niemiec Bernd Stange. Po nim Białorusinów prowadzili kolejno Hieorhij Kandraćjeu, Andrej Zyhmantowicz (tymczasowo), oraz Alaksandr Chackiewicz. Obecnie od marca 2017 selekcjonerem reprezentacji Białorusi jest Ihar Krywuszenka.

## Udział w międzynarodowych turniejach

### Igrzyska Olimpijskie
| Udział w igrzyskach olimpijskich | Udział w igrzyskach olimpijskich | Udział w igrzyskach olimpijskich | Udział w igrzyskach olimpijskich | Udział w igrzyskach olimpijskich | Udział w igrzyskach olimpijskich | Udział w igrzyskach olimpijskich | Udział w igrzyskach olimpijskich | Udział w igrzyskach olimpijskich | . | Kwalifikacje do igrzysk olimpijskich | Kwalifikacje do igrzysk olimpijskich | Kwalifikacje do igrzysk olimpijskich | Kwalifikacje do igrzysk olimpijskich | Kwalifikacje do igrzysk olimpijskich | Kwalifikacje do igrzysk olimpijskich |
| Rok                              | Runda                            | Miejsce                          | M                                | W                                | R                                | P                                | B+                               | B-                               | . | M                                    | W                                    | R                                    | P                                    | B+                                   | B-                                   |
| -------------------------------- | -------------------------------- | -------------------------------- | -------------------------------- | -------------------------------- | -------------------------------- | -------------------------------- | -------------------------------- | -------------------------------- | - | ------------------------------------ | ------------------------------------ | ------------------------------------ | ------------------------------------ | ------------------------------------ | ------------------------------------ |
| 1924-1992                        | Białoruś była częścią ZSRR       | Białoruś była częścią ZSRR       | Białoruś była częścią ZSRR       | Białoruś była częścią ZSRR       | Białoruś była częścią ZSRR       | Białoruś była częścią ZSRR       | Białoruś była częścią ZSRR       | Białoruś była częścią ZSRR       | . |                                      |                                      |                                      |                                      |                                      |                                      |
| 1996                             | Nie zakwalifikowała się          | Nie zakwalifikowała się          | Nie zakwalifikowała się          | Nie zakwalifikowała się          | Nie zakwalifikowała się          | Nie zakwalifikowała się          | Nie zakwalifikowała się          | Nie zakwalifikowała się          | . | 10                                   | 5                                    | 1                                    | 4                                    | 20                                   | 16                                   |
| 2000                             | Nie zakwalifikowała się          | Nie zakwalifikowała się          | Nie zakwalifikowała się          | Nie zakwalifikowała się          | Nie zakwalifikowała się          | Nie zakwalifikowała się          | Nie zakwalifikowała się          | Nie zakwalifikowała się          | . | 8                                    | 2                                    | 1                                    | 5                                    | 5                                    | 12                                   |
| 2004                             | Nie zakwalifikowała się          | Nie zakwalifikowała się          | Nie zakwalifikowała się          | Nie zakwalifikowała się          | Nie zakwalifikowała się          | Nie zakwalifikowała się          | Nie zakwalifikowała się          | Nie zakwalifikowała się          | . | 13                                   | 8                                    | 2                                    | 3                                    | 20                                   | 11                                   |
| 2008                             | Nie zakwalifikowała się          | Nie zakwalifikowała się          | Nie zakwalifikowała się          | Nie zakwalifikowała się          | Nie zakwalifikowała się          | Nie zakwalifikowała się          | Nie zakwalifikowała się          | Nie zakwalifikowała się          | . | 2                                    | 1                                    | 0                                    | 1                                    | 2                                    | 2                                    |
| 2012                             | Faza grupowa                     | 10/16                            | 3                                | 1                                | 0                                | 2                                | 3                                | 6                                | . | 15                                   | 8                                    | 2                                    | 5                                    | 24                                   | 21                                   |
| 2016                             | Nie zakwalifikowała się          | Nie zakwalifikowała się          | Nie zakwalifikowała się          | Nie zakwalifikowała się          | Nie zakwalifikowała się          | Nie zakwalifikowała się          | Nie zakwalifikowała się          | Nie zakwalifikowała się          | . | 8                                    | 1                                    | 0                                    | 7                                    | 6                                    | 14                                   |
| 2020                             | Nie zakwalifikowała się          | Nie zakwalifikowała się          | Nie zakwalifikowała się          | Nie zakwalifikowała się          | Nie zakwalifikowała się          | Nie zakwalifikowała się          | Nie zakwalifikowała się          | Nie zakwalifikowała się          | . | 10                                   | 4                                    | 2                                    | 4                                    | 11                                   | 14                                   |

### Mistrzostwa świata
| Udział w mistrzostwach świata | Udział w mistrzostwach świata | Udział w mistrzostwach świata | Udział w mistrzostwach świata | Udział w mistrzostwach świata | Udział w mistrzostwach świata | Udział w mistrzostwach świata | Udział w mistrzostwach świata | Udział w mistrzostwach świata | . | Kwalifikacje do mistrzostw świata | Kwalifikacje do mistrzostw świata | Kwalifikacje do mistrzostw świata | Kwalifikacje do mistrzostw świata | Kwalifikacje do mistrzostw świata | Kwalifikacje do mistrzostw świata |
| Rok                           | Runda                         | Miejsce                       | M                             | W                             | R                             | P                             | B+                            | B-                            | . | M                                 | W                                 | R                                 | P                                 | B+                                | B-                                |
| ----------------------------- | ----------------------------- | ----------------------------- | ----------------------------- | ----------------------------- | ----------------------------- | ----------------------------- | ----------------------------- | ----------------------------- | - | --------------------------------- | --------------------------------- | --------------------------------- | --------------------------------- | --------------------------------- | --------------------------------- |
| 1930 - 1990                   | Białoruś była częścią ZSRR    | Białoruś była częścią ZSRR    | Białoruś była częścią ZSRR    | Białoruś była częścią ZSRR    | Białoruś była częścią ZSRR    | Białoruś była częścią ZSRR    | Białoruś była częścią ZSRR    | Białoruś była częścią ZSRR    | . |                                   |                                   |                                   |                                   |                                   |                                   |
| 1994                          | Nie brała udziału             | Nie brała udziału             | Nie brała udziału             | Nie brała udziału             | Nie brała udziału             | Nie brała udziału             | Nie brała udziału             | Nie brała udziału             | . |                                   |                                   |                                   |                                   |                                   |                                   |
| 1998                          | Nie zakwalifikowała się       | Nie zakwalifikowała się       | Nie zakwalifikowała się       | Nie zakwalifikowała się       | Nie zakwalifikowała się       | Nie zakwalifikowała się       | Nie zakwalifikowała się       | Nie zakwalifikowała się       | . | 10                                | 1                                 | 1                                 | 8                                 | 5                                 | 21                                |
| 2002                          | Nie zakwalifikowała się       | Nie zakwalifikowała się       | Nie zakwalifikowała się       | Nie zakwalifikowała się       | Nie zakwalifikowała się       | Nie zakwalifikowała się       | Nie zakwalifikowała się       | Nie zakwalifikowała się       | . | 10                                | 4                                 | 3                                 | 3                                 | 12                                | 11                                |
| 2006                          | Nie zakwalifikowała się       | Nie zakwalifikowała się       | Nie zakwalifikowała się       | Nie zakwalifikowała się       | Nie zakwalifikowała się       | Nie zakwalifikowała się       | Nie zakwalifikowała się       | Nie zakwalifikowała się       | . | 10                                | 2                                 | 4                                 | 4                                 | 12                                | 14                                |
| 2010                          | Nie zakwalifikowała się       | Nie zakwalifikowała się       | Nie zakwalifikowała się       | Nie zakwalifikowała się       | Nie zakwalifikowała się       | Nie zakwalifikowała się       | Nie zakwalifikowała się       | Nie zakwalifikowała się       | . | 10                                | 4                                 | 1                                 | 5                                 | 19                                | 14                                |
| 2014                          | Nie zakwalifikowała się       | Nie zakwalifikowała się       | Nie zakwalifikowała się       | Nie zakwalifikowała się       | Nie zakwalifikowała się       | Nie zakwalifikowała się       | Nie zakwalifikowała się       | Nie zakwalifikowała się       | . | 8                                 | 1                                 | 1                                 | 6                                 | 7                                 | 16                                |
| 2018                          | Nie zakwalifikowała się       | Nie zakwalifikowała się       | Nie zakwalifikowała się       | Nie zakwalifikowała się       | Nie zakwalifikowała się       | Nie zakwalifikowała się       | Nie zakwalifikowała się       | Nie zakwalifikowała się       | . | 10                                | 1                                 | 2                                 | 7                                 | 6                                 | 21                                |
| 2022                          | Nie zakwalifikowała się       | Nie zakwalifikowała się       | Nie zakwalifikowała się       | Nie zakwalifikowała się       | Nie zakwalifikowała się       | Nie zakwalifikowała się       | Nie zakwalifikowała się       | Nie zakwalifikowała się       | . | 8                                 | 1                                 | 0                                 | 7                                 | 7                                 | 24                                |

### Mistrzostwa Europy
| 1960 | Nie brała udziału, była częścią ZSRR | Nie brała udziału, była częścią ZSRR |
| 1964 | Nie brała udziału, była częścią ZSRR | Nie brała udziału, była częścią ZSRR |
| 1968 | Nie brała udziału, była częścią ZSRR | Nie brała udziału, była częścią ZSRR |
| 1972 | Nie brała udziału, była częścią ZSRR | Nie brała udziału, była częścią ZSRR |
| 1976 | Nie brała udziału, była częścią ZSRR | Nie brała udziału, była częścią ZSRR |
| 1980 | Nie brała udziału, była częścią ZSRR | Nie brała udziału, była częścią ZSRR |
| 1984 | Nie brała udziału, była częścią ZSRR | Nie brała udziału, była częścią ZSRR |
| 1988 | Nie brała udziału, była częścią ZSRR | Nie brała udziału, była częścią ZSRR |
| 1992 | Nie brała udziału, była częścią ZSRR | Nie brała udziału, była częścią ZSRR |
| 1996 | Nie zakwalifikowała się              | Nie zakwalifikowała się              |
| 2000 | Nie zakwalifikowała się              | Nie zakwalifikowała się              |
| 2004 | Nie zakwalifikowała się              | Nie zakwalifikowała się              |
| 2008 | Nie zakwalifikowała się              | Nie zakwalifikowała się              |
| 2012 | Nie zakwalifikowała się              | Nie zakwalifikowała się              |
| 2016 | Nie zakwalifikowała się              | Nie zakwalifikowała się              |
| 2020 | Nie zakwalifikowała się              | Nie zakwalifikowała się              |
| 2024 | Nie zakwalifikowała się              | Nie zakwalifikowała się              |

## Rekordziści
Kolorem niebieskim zaznaczono wciąż aktywnych piłkarzy
| #  | Nazwisko              | Lata gry w kadrze | Mecze | Bramki |
| -- | --------------------- | ----------------- | ----- | ------ |
| 1  | Alaksandr Kulczy      | 1996-             | 102   | 5      |
| 2  | Alaksandr Hleb        | 2001-             | 80    | 6      |
| 2  | Siarhiej Hurenka      | 1994-2006         | 80    | 3      |
| 4  | Siarhiej Karnilenka   | 2003-2016         | 78    | 17     |
| 5  | Cimafiej Kałaczou     | 2004-2016         | 76    | 10     |
| 6  | Siarhiej Amieljanczuk | 2002-2011         | 74    | 1      |
| 7  | Siarhiej Sztaniuk     | 1995-2007         | 71    | 3      |
| 8  | Siarhiej Kislak       | 2009-             | 70    | 9      |
| 9  | Alaksandr Martynowicz | 2009-             | 67    | 2      |
| 10 | Ihar Szytau           | 2008-             | 66    | 1      |
| 11 | Maksim Ramaszczanka   | 1998-2008         | 64    | 20     |
| 12 | Juryj Żaunou          | 2003-2015         | 58    | 0      |
| 13 | Walancin Bialkiewicz  | 1992-2005         | 56    | 10     |
| 14 | Andrej Astrouski      | 1994-2005         | 52    | 1      |
| 15 | Wital Kutuzau         | 2002-2011         | 52    | 13     |

| #  | Nazwisko             | Lata gry w kadrze | Bramki | Mecze |
| -- | -------------------- | ----------------- | ------ | ----- |
| 1  | Maksim Ramaszczanka  | 1998-2008         | 20     | 64    |
| 2  | Wital Kutuzau        | 2002-             | 13     | 52    |
| 3  | Siarhiej Karnilenka  | 2003-             | 12     | 52    |
| 3  | Wiaczasłau Hleb      | 2004-             | 12     | 45    |
| 5  | Walancin Bialkiewicz | 1992-2005         | 10     | 56    |
| 5  | Raman Wasiluk        | 2000-2008         | 10     | 24    |
| 7  | Wital Bułyha         | 2003-             | 8      | 37    |
| 8  | Siarhiej Hierasimiec | 1992-1999         | 7      | 25    |
| 8  | Cimafiej Kałaczou    | 2004-             | 7      | 53    |
| 10 | Alaksandr Hleb       | 2001-             | 6      | 55    |
| 10 | Wital Radziwonau     | 2007-             | 6      | 28    |

## Trenerzy reprezentacji Białorusi
- 1992–1994 –  Michaił Wiarhiejenka
- 1994–1996 –  Siarhiej Barouski
- 1997–1999 –  Michaił Wiarhiejenka
- 1999–2000 –  Siarhiej Barouski
- 2000–2003 –  Eduard Małofiejew
- 2003–2005 –  Anatolij Bajdaczny
- 2006–2007 –  Juryj Puntus
- 2007–2011 –  Bernd Stange
- 2011–2014 –  Hieorhij Kandraćjeu
- 2014–2014 –  Andrej Zyhmantowicz (p.o.)
- 2014–2016 –  Alaksandr Chackiewicz
- 2017–2019 –  Ihar Krywuszenka
- 2019–2021 -  Michaił Marchiel
- 2021–2023 -  Hieorhij Kandraćjeu